# Kirov (incrociatore 1936)
Il Kirov fu il capoclasse della omonima classe di incrociatori realizzati in Unione Sovietica dopo la rivoluzione.

## Sviluppo
La decisione di costruire nuove classi di moderne unità di grandi dimensioni venne presa dai vertici della Marina Sovietica all'inizio degli anni trenta. In quel periodo, la marina era stata fortemente danneggiata dalla rivoluzione, e gran parte delle navi risaliva all'epoca degli zar.
Vista la scarsa esperienza che i sovietici avevano nella progettazione e nella costruzione delle grandi unità (molti ingegneri navali erano fuggiti oppure erano rimasti uccisi), si decise di ricorrere all'assistenza di Paesi esteri. In particolare, ci si rivolse all'italiana Ansaldo. Questa contribuì alla progettazione di un incrociatore leggero da 7.200 tonnellate, basato sul progetto dell'italiano Montecuccoli. La costruzione sarebbe dovuta avvenire in Unione Sovietica, ma utilizzando componentistica italiana (caldaie e turbine in particolare). Le versioni realizzate, sulla base di tale progetto, furono due.

### Progetto 26
Il progetto definitivo venne approvato nel 1934 e ricevette la denominazione di "progetto 26". Il requisito iniziale prevedeva la costruzione di due unità, la prima delle cui fu il Kirov.
La costruzione della nave fu però piuttosto lenta, a causa della scarsa esperienza sovietica nella costruzione di grandi unità e per il fatto che vennero apportati numerosi cambiamenti rispetto al progetto originale (cambiamenti che comportarono un aumento del dislocamento).
Quando il Kirov venne completato, nel 1938, era la più grande nave da guerra mai costruita dai tempi della rivoluzione.

## Tecnica
Il progetto iniziale venne fortemente modificato, in particolare per quanto riguarda l'armamento. Infatti, in origine i Kirov avrebbero dovuto montare sei cannoni da 152mm in tre torri binate. Invece, i vertici della Marina Sovietica richiesero l'installazione di nove pezzi da 180mm, utilizzando le stesse torri previste per i 152mm. Il risultato di tale decisione fu che le torri erano troppo piccole, con ovvi problemi di abitabilità per gli inservienti dei pezzi. Inoltre, a causa dell'inesperienza sovietica, venne aggiunta numerosa componentistica “locale” che nel progetto originario non era prevista.
Il risultato di tali modifiche fu che il dislocamento risultò aumentato del 10% rispetto al progetto originario, e nonostante l'utilizzo dell'ottimo impianto propulsivo italiano, la velocità effettiva risultò inferiore di un nodo rispetto alle previsioni del progetto. In pratica, queste navi risultarono troppo grosse e sottopotenziate, anche se avevano un armamento estremamente potente per le loro dimensioni.

## Servizio

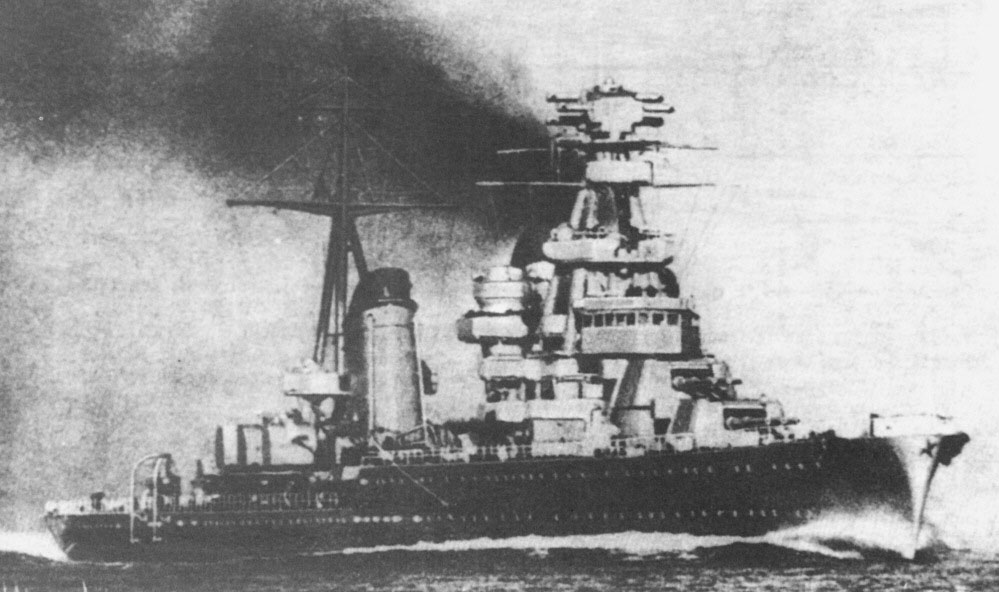
Il Kirov negli anni trenta.

Il Kirov prese parte in alla seconda guerra mondiale nella Flotta del Baltico. Nell'ultimo anno di guerra, venne modificato per l'impiego di aerei.
I lavori per la sua costruzione iniziarono a Leningrado il 22 ottobre 1935. Il 30 novembre 1936 l'incrociatore venne varato e fu completato il 23 settembre 1938. Utilizzato contro i finlandesi durante la guerra d'inverno, fu la nave ammiraglia durante le operazioni di evacuazione della flotta sovietica da Tallinn verso Leningrado, in un'operazione in cui affondarono circa 50 navi. Per sfuggire ai tedeschi, vennero organizzati quattro convogli per complessive 20 navi da trasporto, una cisterna, 8 navi ausiliarie, 9 piccoli trasporti, un rimorchiatore ed una nave appoggio, protetti dal Kirov, con l'ammiraglio Vladimir Tribuc a bordo, due cacciatorpediniere conduttori, 9 cacciatorpediniere, 3 torpediniere, 12 sottomarini, 10 dragamine moderni e 15 obsoleti, 22 cacciamine, 21 cacciasommergibili, 3 cannoniere, un posamine, 13 navi pattuglia e 11 motosiluranti. A causa dei campi minati, degli attacchi aerei, delle motosiluranti e dell'artiglieria costiera, molte navi vennero affondate e diverse altre danneggiate, ma comunque 166 navi vennero portate in salvo, insieme a 28.000 uomini.
Il Kirov, affondato il 4 aprile 1942 da aerei tedeschi, venne riparato nel 1943 e nel giugno 1944 appoggiò l'attacco sovietico su Vyborg.
Durante gli anni sessanta, fu utilizzato come nave scuola. Venne radiato nei primi anni settanta e demolito nel 1974; due sue torri di artiglieria sono oggi conservate a San Pietroburgo come monumento.
La nave era intitolata al rivoluzionario russo Sergej Mironovič Kirov.